# Särämäjärvi
Särämäjärvi är en sjö i kommunen Kajana i landskapet Kajanaland i Finland. Arean är 36 hektar och strandlinjen är 3,05 kilometer lång. Sjön  ingår i Uleälvens huvudavrinningsområde.   Den ligger nära Kajana och omkring 480 kilometer norr om Helsingfors. 
Öster om Särämäjärvi ligger Kuluntalahti. 